# Модель Блэка — Шоулза
Модель ценообразования опционов Блэка — Шоулза (англ. Black–Scholes Option Pricing Model, OPM) — это модель, которая определяет теоретическую цену на европейские опционы, подразумевающая, что если базовый актив торгуется на рынке, то цена опциона на него неявным образом уже устанавливается самим рынком. Данная модель получила широкое распространение на практике и, помимо всего прочего, может также использоваться для оценки всех производных бумаг, включая варранты, конвертируемые ценные бумаги, и даже для оценки собственного капитала финансово зависимых фирм.
Согласно модели Блэка — Шоулза ключевым элементом определения стоимости опциона является ожидаемая волатильность базового актива. В зависимости от колебания актива цена на него возрастает или понижается, что прямо пропорционально влияет на стоимость опциона. Таким образом, если известна стоимость опциона, можно определить уровень ожидаемой рынком волатильности.

## История
Формула модели оценки опционов впервые была выведена Фишером Блэком и Майроном Шоулзом в 1973 году в статье «Оценка опционов и коммерческих облигаций» (The Pricing of Options and Corporate Liabilities). Их исследования основывались на предыдущих работах Джека Трейнора, Пола Самуэльсона, Джеймса Бонеса, Шина Кассуфа и Эдварда Торпа и разрабатывались в период быстрого роста опционной торговли. В 1997 году Мертон и Шоулз были награждены Нобелевской премией по экономике «за новый метод определения стоимости производных ценных бумаг». Фишер Блэк скончался в 1995 году и не дожил до вручения премии, но его вклад был отмечен нобелевским комитетом.

## Семь допущений теории
Чтобы вывести свою модель ценообразования опционов, Блэк и Шоулз сделали следующие предположения:
- Торговля ценными бумагами (базовым активом) ведется непрерывно, и поведение их цены подчиняется модели геометрического броуновского движения с известными параметрами (в частности, эти параметры являются постоянными в течение всего срока действия опциона).
- По базисному активу опциона дивиденды не выплачиваются в течение всего срока действия опциона.
- Нет транзакционных затрат, связанных с покупкой или продажей акции или опциона.
- Краткосрочная безрисковая процентная ставка известна и является постоянной в течение всего срока действия опциона.
- Любой покупатель ценной бумаги может получать ссуды по краткосрочной безрисковой ставке для оплаты любой части её цены.
- Короткая продажа разрешается без ограничений, и при этом продавец получит немедленно всю наличную сумму за проданную без покрытия ценную бумагу по сегодняшней цене.
- Не существует возможности арбитража.

Вывод модели основывается на концепции безрискового хеджирования. Покупая акции и одновременно продавая опционы call на эти акции, инвестор может конструировать безрисковую позицию, где прибыли по акциям будут точно компенсировать убытки по опционам, и наоборот.
Безрисковая хеджированная позиция должна приносить доход по ставке, равной безрисковой процентной ставке, в противном случае существовала бы возможность извлечения арбитражной прибыли и инвесторы, пытаясь получить преимущества от этой возможности, приводили бы цену опциона к равновесному уровню, который определяется моделью.

## Формулы
Цена опциона call:
{\displaystyle C=SN(d_{1})-Xe^{-rT}N(d_{2}),} где
{\displaystyle d_{1}={\frac {\ln {\frac {S}{X}}+\left(r+{\frac {\sigma ^{2}}{2}}\right)T}{\sigma {\sqrt {T}}}},}
{\displaystyle d_{2}=d_{1}-\sigma {\sqrt {T}}.}
Цена опциона put:
{\displaystyle P=Xe^{-rT}N(-d_{2})-SN(-d_{1}).}
Обозначения:
- {\displaystyle C} — цена опциона call;
- {\displaystyle S} — текущая цена базисного актива (спот);
- {\displaystyle N(x)} — кумулятивная функция распределения стандартного нормального распределения;
- {\displaystyle X} — цена исполнения опциона (страйк) (также может использоваться обозначение {\displaystyle K});
- {\displaystyle r} — безрисковая процентная ставка;
- {\displaystyle T} — время до экспирации опциона (считается в годах);
- {\displaystyle \sigma } — волатильность доходности базисного актива.

## «Греки»
Для характеристики чувствительности цены (премии) опциона к изменению тех или иных величин,
применяют различные коэффициенты, называемые «греками».
Название происходит от греческого алфавита, буквами которого обозначаются эти коэффициенты (за исключением «веги»).
«Греки» в рамках модели Блэка — Шоулза вычисляются явным образом:
| «Грек» | Представление в виде частной производной                 | Опционы call                                                                   | Опционы put                                                                     |
| дельта | {\displaystyle {\frac {\partial c}{\partial S}}}         | {\displaystyle N(d_{1})}                                                       | {\displaystyle -N(-d_{1})=N(d_{1})-1}                                           |
| гамма  | {\displaystyle {\frac {\partial ^{2}c}{\partial S^{2}}}} | {\displaystyle {\frac {N'(d_{1})}{S\sigma {\sqrt {T}}}}}                       | {\displaystyle {\frac {N'(d_{1})}{S\sigma {\sqrt {T}}}}}                        |
| вега   | {\displaystyle {\frac {\partial c}{\partial \sigma }}}   | {\displaystyle SN'(d_{1}){\sqrt {T}}}                                          | {\displaystyle SN'(d_{1}){\sqrt {T}}}                                           |
| тета   | {\displaystyle {\frac {\partial c}{\partial t}}}         | {\displaystyle -{\frac {SN'(d_{1})\sigma }{2{\sqrt {T}}}}-rKe^{-r(T)}N(d_{2})} | {\displaystyle -{\frac {SN'(d_{1})\sigma }{2{\sqrt {T}}}}+rKe^{-r(T)}N(-d_{2})} |
| ро     | {\displaystyle {\frac {\partial c}{\partial r}}}         | {\displaystyle K\cdot T\cdot e^{-r(T)}N(d_{2})}                                | {\displaystyle -K\cdot T\cdot e^{-r(T)}N(-d_{2})}                               |
| ------ | -------------------------------------------------------- | ------------------------------------------------------------------------------ | ------------------------------------------------------------------------------- |

Примечательно, что формулы гамма и вега одинаковы для опционов пут и колл, что является логическим выводом теории паритета опционов пут и колл.
Например, знание коэффициентов «дельта» {\displaystyle \Delta } и «гамма» {\displaystyle \Gamma } позволяют оценить изменение цены (премии) опциона {\displaystyle \delta c} при изменении цены финансового инструмента {\displaystyle \delta S},
лежащего в основе опциона:
{\displaystyle \delta c\approx \Delta \cdot \delta S+\Gamma \,{\frac {(\delta S)^{2}}{2}}.}
Эта формула получается при помощи разложения в ряд Тейлора цены опциона {\displaystyle c(S)}.
Аналогично, чем больше «тета», тем быстрее происходит временной распад опциона, и т. д.

## Модель Мертона
Из модели Блэка — Шоулза прямым образом следует модель Мертона, позволяющая смоделировать значение собственного капитала компании на основании значений стоимости компании и её долга, представленного в виде бескупонной облигации. В данном случае собственный капитал S представим в виде длинного колл-опциона на совокупную стоимость компании V с ценой страйк в значении номинала бескупонной облигации F:
{\displaystyle S=max(V-F,0)}
Долг D в свою очередь представим в виде портфеля либо с длинной позицией с бескупонной облигацией F и коротким пут-опционом на капитал компании V с ценой страйк F, либо с длинной позицией на капитал компании V и коротким колл-опционом на V со страйком F:
{\displaystyle D=F-max(F-V,0)=V-max(V-F,0)}